# Carlos Coolidge
Carlos Coolidge, född 25 juni 1792 i Windsor, Vermont, död 15 augusti 1866 i Windsor, Vermont, var en amerikansk politiker (whig). Han var guvernör i delstaten Vermont 1848–1850.
Coolidge utexaminerades 1811 från Middlebury College, studerade sedan juridik och arbetade därefter som advokat i Vermont.
Coolidge efterträdde 1848 Horace Eaton som guvernör och efterträddes 1850 av Charles K. Williams. Under Coolidges ämbetsperiod godkändes i Vermont en resolution som förespråkade annekteringen av Kanada med villkoret att freden mellan USA och Storbritannien inte störs av planerna. Whig-partiet i Vermont var starkt emot erövringskrig, vilket också gällde mexikanska kriget.
Coolidge avled 1866 och gravsattes på Old South Church Cemetery i Windsor.